# Campeonato Mundial de Rugby M19 División C de 1991
El Campeonato Mundial de Rugby M19 División C de 1991 fue la primera edición del torneo en categoría M19, el campeonato se disputó en Francia al igual que las categorías A y B.

## Desarrollo

### Tabla de posiciones
| Pos. | Equipo    | Encuentros | Encuentros | Encuentros | Encuentros | Tantos  | Tantos    | Tantos     | Puntos Totales |
| Pos. | Equipo    | jugados    | ganados    | empatados  | perdidos   | a favor | en contra | diferencia | Puntos Totales |
| ---- | --------- | ---------- | ---------- | ---------- | ---------- | ------- | --------- | ---------- | -------------- |
| 1    | Uruguay   | 3          | 3          | 0          | 0          | 109     | 30        | + 79       | 9              |
| 2    | Namibia   | 3          | 2          | 0          | 1          | 152     | 33        | + 119      | 7              |
| 3    | Dinamarca | 3          | 1          | 0          | 2          | 17      | 174       | - 157      | 5              |
| 4    | Andorra   | 3          | 0          | 0          | 3          | 24      | 65        | - 41       | 3              |

|  | Campeón |

#### Resultados
| 26 de marzo | Namibia | 112 - 0 | Dinamarca |  |  |

| 26 de marzo | Uruguay | 32 - 6 | Andorra |  |  |

| 28 de marzo | Namibia | 20 - 10 | Andorra |  |  |

| 28 de marzo | Uruguay | 54 - 4 | Dinamarca |  |  |

| 30 de marzo | Dinamarca | 13 - 8 | Andorra |  |  |

| 30 de marzo | Uruguay | 23 - 20 | Namibia |  |  |

| Bandera de Uruguay |
| Campeón Uruguay    |
| Primer título      |